# Никифоров, Валерий Евгеньевич
Валерий Евгеньевич Никифоров (латыш. Valerijs Ņikiforovs; род. 4 февраля 1948, Рославль) — советский и латвийский учёный, философ, исследователь проблемологии, профессор. Один из основателей Балтийской международной академии.

## Биография
Родился 4 февраля 1948 года в городе Рославле.
В 1966 году окончил среднюю школу с серебряной медалью и сразу поступил в Рижский политехнический институт на механический факультет. Во время учёбы проявил интерес к философии и задатки исследователя, став победителем Всесоюзного конкурса студенческих научных работ по философии. По окончании РПИ был приглашен в философскую аспирантуру в Латвийский государственный университет. Его научным руководителем стал Ю. П. Ведин, заведующий кафедрой философии и логики ЛГУ.
Начал преподавать, ещё будучи аспирантом: в сентябре 1972 года ему доверили читать философию на факультете иностранных языков ЛГУ, а по окончании аспирантуры был оставлен работать на этой кафедре в качестве преподавателя (1974—1976).
В 1975 году он защитил кандидатскую диссертацию «Моделирование как метод научного исследования» и продолжил работу на кафедре в качестве старшего преподавателя (1976—1978), а затем в качестве доцента (1978—1980).
Начал исследования в новой предметной области, которую он называет проблемологией. Параллельно вместе с группой коллег обучал руководителей предприятий применять методы коллективной творческой деятельности на практике, сотрудничая с ведущими предприятиями Латвии: «ВЭФ», Рижский вагоностроительный завод, АО Dzintars, Rīgas modes и др. При этом он использовал современные методы — такие, как морфологический анализ, дельфийская процедура, синектика, деловые игры, мозговой штурм и пр.
С 1982 по 1992 год В. Е. Никифоров руководил кафедрой философии и логики ЛГУ. На пост заведующего кафедрой он избирался дважды.
В. Е. Никифоров активно участвовал в различных просветительских программах. Популярные лекции («Природа пространства и времени», «Искусственный интеллект», «Одиноки ли мы во Вселенной?» и т. п.) он читал по линии общества «Знание» во многих городах Советского Союза, от Риги до сибирского Нижневартовска.
В 1989 году во Всесоюзном научно-исследовательском институте системных исследований защитил диссертацию на соискание учёной степени доктора философских наук «Проблемная ситуация и проблема: генезис, структура, функции. Методологический анализ» и продолжил работу на кафедре в качестве профессора (1990—1992).
В 1991 году ему было присвоено учёное звание профессора, а в 1992 году, после прошедшей в Латвийской Республике нострификации советских дипломов — учёная степень хабилитированного доктора философии.
С общественными переменами в Латвии В. Е. Никифоров смог реализовать своё представление об образовании и науке будущего, создав вместе с группой энтузиастов в 1992 году Балтийский Русский институт (в настоящее время — Балтийская международная академия, БМА). До 1994 года был его директором, а с 1994 по 2004 год — ректором. Стал соучредителем и был ректором (2004—2005) второго негосударственного вуза Латвии — Высшей школы психологии, директором Научно-исследовательского института социальных и гуманитарных проблем БМА.
В 2002 году В. Е. Никифоров был избран действительным членом (академиком) Международной академии информационных технологий и в 2004 — действительным членом Международной академии наук высшей школы.
В 2004 году В. Е. Никифоров и его партнёр, профессор С. А. Бука, приняли решение переименовать Балтийский русский институт в Балтийскую международную академию, организовав обучение в трёх потоках — русском, английском и латышском. В настоящее время в академии обучаются студенты из 22 стран.
В настоящее время Валерий Евгеньевич является соучредителем, членом правления и председателем Академического собрания Балтийской международной академии и Института социальных и гуманитарных проблем.

## Научные интересы
Философия привлекла В. Е. Никифорова и его учеников тем, что она всегда в той или иной степени стремилась быть методологией (Аристотель, Ф. Бэкон, Р. Декарт, И. Кант, Б. Рассел и др.). Темой его первой диссертации стала специфика метода моделирования в научном познании.
В основе учебных курсов и научных изысканий В. Е. Никифорова — три фундаментальных идеи.
Во-первых, «критический рационализм» крупнейшего философа и методолога XX века Карла Поппера, считавшего: догадка, пробная идея не поддается логизации.
Во-вторых, Никифоров показывает: прежде чем решать проблему, её надо осознать. Эту новую предметную область учёный называет проблемологией: этим термином он обозначает теоретические основы и методологию анализа проблемных ситуаций и корректной постановки проблем (Свидетельство госрегистрации № 01.86.00573426).
В-третьих, на мышление В. Е. Никифорова повлияли и предшественник К. Поппера — «логический атомист» Б. Рассел, посткритические рационалисты И. Лакатос и Л. Лаудан, а также русские логики А. А. Зиновьев, А. И. Уемов и В. Ф. Берков и философы науки В. Н. Карпович, В. С. Стёпин, В. Н. Садовский, Л. В. Яценко. Валерий Евгеньевич одновременно уделяет внимание как четкой формулировке обсуждаемой проблемы, так и различным методам её решения. Критическая дискуссия составляет для него ядро любого научного исследования, и в этом смысле подлинный метод науки — это метод проб и ошибок.

## Преподавательская деятельность
Одним из первых Никифоров стал трактовать обучение как управление, акцентируя внимание на обратной информационной связи между преподавателем и студентом. Он добавил к традиционной трактовке «знания — умения — навыки» высший уровень овладения информацией: «программы профессиональной деятельности». Это помогло ему создать многочисленные методические разработки не только для студентов, но и для специалистов, повышающих свою квалификацию.
При создании БРИ Никифоров внедрил в программы обучения всех специальностей модуль общеобразовательных дисциплин. Обязательное последовательное изучение логики, риторики, общей и социальной психологии, социологии, философии и политологии помогает студентам построить отношения с окружением, быть доказательными и убедительными, сформировать широкий кругозор, что критически важно в наше время, когда люди неоднократно меняют род деятельности, поэтому карьерный успех определяется не столько узкопрофессиональными знаниями, сколько умениями.
С подачи В. Е. Никифорова одним из первых в Латвии БРИ стал применять систему минимального информационно-методического обеспечения учебных дисциплин, включающего формулировки цели и задач курса, программу, глоссарий, основные положения курса, презентации, экзаменационные задания, рекомендуемую основную и дополнительную учебную литературу. Это обеспечивает преемственность преподавания и совершенствование учебно-методического материала.
В. Е. Никифоров разработал «Систему обеспечения и контроля качества подготовки специалистов в Балтийской международной академии», нацеленную на формирование комплексной компетентности выпускников вуза по шести параметрам: профессиональная, информационная, коммуникативная, социально-правовая, методологическая, мировоззренческая.
Валерий Евгеньевич читает лекции на всех стадиях учебного процесса.
В бакалаврской программе он преподает логику, риторику и философию, магистрантам — проблемологию и методологию, в том числе в прикладных аспектах принятия управленческих решений, докторантам — методологию научных исследований и методы поведенческих наук.

## Научные публикации
В. Е. Никифоров — автор около 200 научных работ и книг. Его исследования автор Философской энциклопедии Вячеслав Кемеров ставит рядом с работами таких учёных, как Карл Поппер, Имре Лакатос, Лэри Лаудан, Дьёрдь Пойа и др. Валерий Евгеньевич признан в международном научном мире и имеет публикации на английском, польском и латышском языках.
- Понятийный аппарат проблемологии: основные понятия и процедуры// Материалы конференции молодых ученых. Рига: ЛГУ, 1981.
- Проблемы повышения эффективности публичного выступления. Рига: Зинатне, 1982.
- О статусе проблемологии как теории и методологии // Сб.: Методологические проблемы современной науки. Рига‚ 1987.
- Методология проблем: Основные понятия и процедуры. «International Congress of Logic, Methodology and Philosophy of Science». Abstract. Vol. 4. M., 1987.
- Проблемная ситуация и проблема: генезис, структура, функции. Рига: Зинатне, 1988; — 185 с. ISBN 5-7966-0100-8.
- Проблемные ситуации и проблемы: современные методы анализа и решений. Рига, 1990. — 24 с.
- Методика дискуссии: анализ проблемной ситуации и постановка проблемы. Рига‚ 1990.
- Современная риторика: Методологические материалы спецкурса. Рига: Зинатне, 1990.
- Проблемная ситуация и проблема: генезис, структура, функции. Рига, 2002.
- Теоретические основы педагогики высшей школы. Рига: БРИ, 2003.
- Логика. Учебник для вузов. Рига, БРИ, 2004. ISBN 9984763986, ISBN 978998476398.
- Loģika: Lekciju kursa konspekts un kontroluzdevumi. Rīga, 2006. (латыш.)
- Основы педагогики. Рига, БМА, 2008. ISBN 998476379X, ISBN 9789984763798.
- Избранные работы разных лет. Рига, JUMI, 2008. — 460 с. ISBN 978-9984-7637-4-3.
- Realizacja postanowien systemu bolonskiego w szkolnictwie wuzszym Lotwy, Litwu i Estonii. Siedlce, 2011. (пол.)
- The Main Directions Of International Co-Operation In The Sphere Of Higher Education, 2012. (англ.)
- Анализ проблемных ситуаций и методы решения проблем. Изд. 2-е. Рига, 2014. — 126 с.
- Логика и риторика. Курс лекций. Рига, 2015. — 153 с.

## Семья
Сын — Никита Никифоров (8.09.1983), юрист, доктор политологии (МГИМО), депутат 10,11, 12 Сейма от социал-демократической партии «Согласие», с 2017 года — депутат Юрмальской городской думы.